# Kemuning (Ampelgading)
Kemuning is een bestuurslaag in het regentschap Pemalang van de provincie Midden-Java, Indonesië. Kemuning telt 1301 inwoners (volkstelling 2010).